# Synclisis baetica
Espèce
Synclisis baetica est une espèce d'insectes névroptères de la famille des Myrmeleontidae (les fourmilions) et du genre Synclisis. Aucune sous-espèce n'est répertoriée.

## Description
L'imago est de grande taille avec une envergure pouvant atteindre 110 mm et aux ailes étroites et allongées. La tête, le thorax, l'abdomen et les pattes présentent une forte pilosité blanche. Sur le pronotum une bande brune longitudinale est séparée en deux par une fine ligne claire.

## Répartition
Synclisis baetica se rencontre en France dans les dunes littorales atlantiques et méditerranéennes. Sur la façade atlantique cet insecte remonte jusqu'à la Loire. Il est également présent sur le littoral de l'Espagne, l'Italie, la Grèce et l'Afrique du Nord, mais également sur les bords de la mer Noire, et sur le littoral israélien, corse, sarde et chypriote.

## Biologie
La larve prédatrice vit enfouie dans le sable et ne crée pas de piège en entonnoir contrairement à la plupart des espèces de fourmilions. L'espèce peut être localement très commune, notamment sur le littoral occitan.

## Systématique
Le nom valide complet (avec auteur) de ce taxon est Synclisis baetica (Rambur, 1842).
L'espèce a été initialement classée dans le genre Acanthaclisis sous le protonyme Acanthaclisis baetica Rambur, 1842.
Synclisis baetica a pour synonymes :
- Acanthaclisis baetica Rambur, 1842
- Fadrina baetica (Rambur, 1842)
- Myrmeleon baeticus (Rambur, 1842)